# Dazhuangtuo
Dazhuangtuo (kinesiska: 大庄坨乡, 大庄坨) är en socken i Kina. Den ligger i provinsen Hebei, i den norra delen av landet, omkring 180 kilometer öster om huvudstaden Peking. Antalet invånare är 12 377. Befolkningen består av 6 184 kvinnor och 6 193 män. Barn under 15 år utgör 12,0 %, vuxna 15-64 år 77 %, och äldre över 65 år 10,0 %.
Genomsnittlig årsnederbörd är 846 millimeter. Den regnigaste månaden är augusti, med i genomsnitt 199 mm nederbörd, och den torraste är januari, med 2 mm nederbörd.